# Omek houria

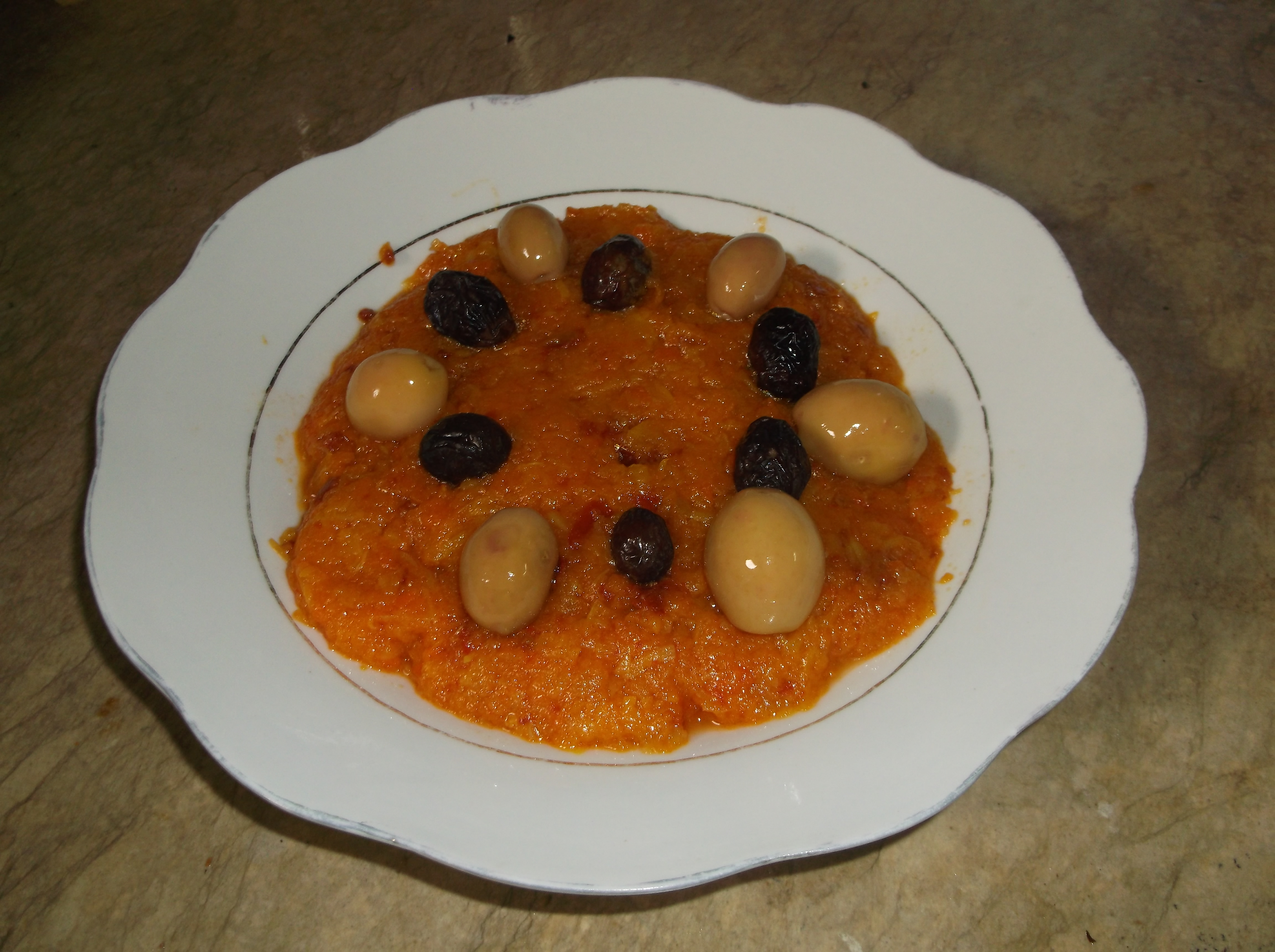
Omek houria

Omek houria är en tunisisk rätt baserad på morötter som kokats nästan mjuka. De mosas grovt, och smaksätts med vitlök och harissa. Vid servering droppas ofta olivolja över rätten, och även oliver och ägg kan göra den sällskap. 